# Ujsoły (gmina)
Ujsoły – gmina wiejska w województwie śląskim, w powiecie żywieckim. W latach 1975–1998 gmina położona była w województwie bielskim.
Gmina Ujsoły położona jest w południowej części województwa śląskiego, w Beskidzie Żywieckim, tuż przy granicy ze Słowacją. Gmina ma charakter typowo górski, zajmuje obszar prawie 11 tysięcy ha podzielony na cztery sołectwa: Ujsoły, Glinka, Złatna, Soblówka zamieszkiwane przez prawie 5 tysięcy osób.
Siedziba gminy to Ujsoły.
Ujsoły to jeden z najbardziej dziewiczych zakątków Polski. Największym bogactwem tej ziemi są lasy zajmujące ponad 70% powierzchni całej gminy. W celu ochrony tego cennego przyrodniczo terenu włączono cały obszar gminy w obręb Żywieckiego Parku Krajobrazowego i utworzono 3 rezerwaty przyrody: Oszast, Muńcuł, Dziobaki chroniące pozostałości prastarej puszczy karpackiej.
Według danych z 30 czerwca 2004 gminę zamieszkiwało 4686 osób. Natomiast według danych z 31 grudnia 2019 roku gminę zamieszkiwało 4541 osób.

## Struktura powierzchni
Według danych z roku 2002 gmina Ujsoły ma obszar 109,95 km², w tym:
- użytki rolne: 25%
- użytki leśne: 70%

Gmina stanowi 10,57% powierzchni powiatu.

## Demografia
Dane z 30 czerwca 2004:
| Opis                              | Ogółem | Ogółem | Kobiety | Kobiety | Mężczyźni | Mężczyźni |
| --------------------------------- | ------ | ------ | ------- | ------- | --------- | --------- |
| jednostka                         | osób   | %      | osób    | %       | osób      | %         |
| populacja                         | 4686   | 100    | 2327    | 49,7    | 2359      | 50,3      |
| gęstość zaludnienia (mieszk./km²) | 42,6   | 42,6   | 21,2    | 21,2    | 21,5      | 21,5      |

Folklor góralski
Początki gospodarowania na tym terenie sięgają wieku XV. Pierwszymi osadnikami byli pasterze napływający z terenu Karpat Wschodnich, którzy wykorzystywali dobre warunki do wypasu bydła i osiedlali się na okolicznych halach. Początkowo osadnicy byli ludźmi wolnymi, później wraz z wprowadzaniem gospodarki folwarcznej oraz zmuszaniem do odrabiania pańszczyzny ich swoboda była ograniczana, wobec czego okazywali swój sprzeciw w zbójnictwie.

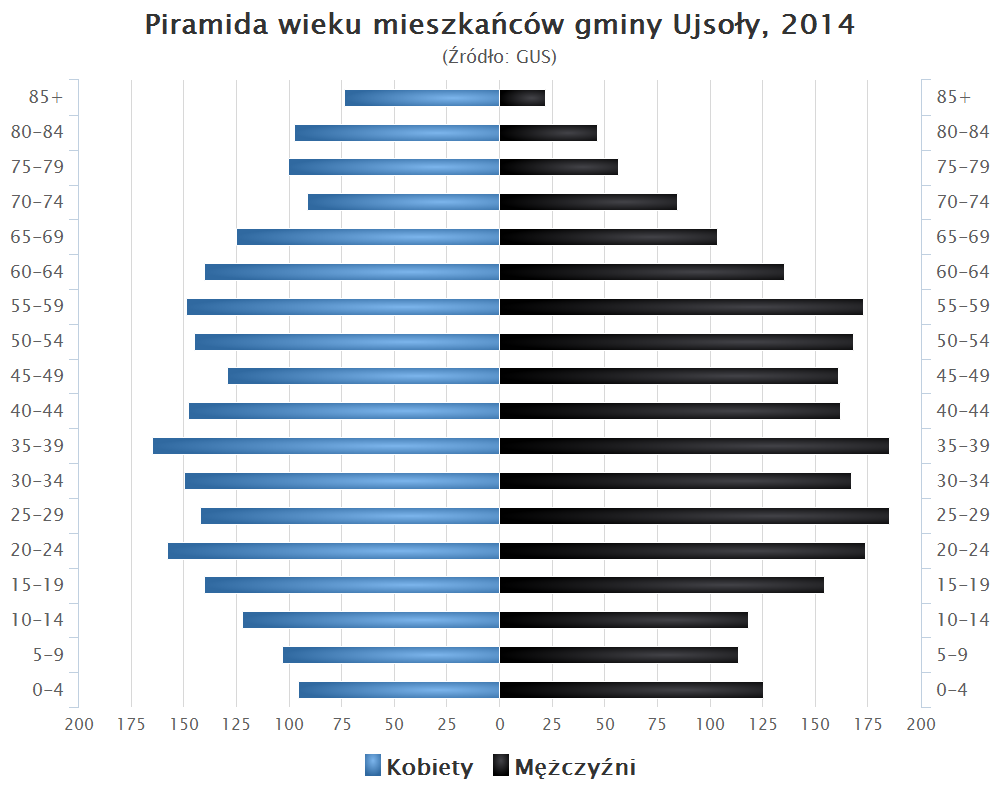
Piramida wieku mieszkańców gminy Ujsoły w 2014 roku

## Turystyka
Przez tereny obecnej gminy przechodził historyczny szlak handlowy prowadzący na słowacką Orawę i dalej do Wiednia.
Wytyczono tu ponad 80 km szlaków pieszych i 70 km szlaków rowerowych biegnących po najbardziej atrakcyjnych widokowo szczytach górskich. W Złatnej na Śmierdzącym Potoku znajduje się źródełko wody siarkowej zwane Źródłem Matki Boskiej, a ostre górskie powietrze stwarza tu specyficzny mikroklimat.
Turyści mogą przenocować w schroniskach górskich na Hali Lipowskiej, Hali Rysianka, Rycerzowej i Krawcowym Wierchu oraz w pensjonatach prywatnych.

## Zabytki
Pozostałości dawnego budownictwa drewnianego z II połowy XIX wieku – Ujsoły, Złatna
Przydrożne kapliczkikapliczka w Ujsołach, Smreków, Wajdów Groń
Leśniczówka w ZłatnejTrudne warunki życia, kamieniste gleby, surowy klimat oraz wielkie przestrzenie zmuszały mieszkańców do bycia samowystarczalnymi. Do dziś przetrwały ślady kunsztu budowlanego górali, którego przykładem jest zabytkowa leśniczówka w Złatnej.
Pozostałości huty szkła w Złatnej – HutaNa początku XIX wieku powstały pierwsze zakłady przemysłowe: tartak napędzany energią wodną oraz huta szkła, pozostałości której można zobaczyć dziś w Złatnej.
Kamienny krzyż z 1833 r. – Złatna Huta

## Kultura
Izba regionalna w Glince gromadzi stare, ręcznie wykonane sprzęty użytku domowego oraz dawniej używane sprzęty rolnicze stanowiące o pracowitości i trudzie mieszkańców.
Przodkowie pozostawili po sobie bogate dziedzictwo kulturowe: zwyczaje, język, stroje starannie chronione przez współczesnych mieszkańców wsi doceniających mądrość i dorobek ojców. Na terenie gminy działają zespoły folklorystyczne kultywujące stare tradycje: "Juhas", "Młode Juhasy", "Jedlicka" oraz "Cichowianie" z Soblówki.
Zespół pieśni i tańca Juhas może się poszczycić występami w wielu krajach świata i udziałem w licznych festiwalach folklorystycznych. Dziecięcy zespół folklorystyczny nosi nazwę Tęczowe kropelki.
Huda
Tylko w Ujsołach przetrwał niespotykany nigdzie indziej zwyczaj palenia "hud" czyli wielkich ognisk w noc świętego Wawrzyńca. Zwyczaj ten stał się okazją do obchodów corocznego święta gromadzącego liczne rzesze miłośników gór i góralskich tradycji.
Cykliczne imprezy promocyjne:
- Koncert Kolęd i Pastorałek - styczeń
- Skuter Cross - luty (zawody skuterów śnieżnych)
- Konkurs palm wielkanocnych - kwiecień
- Majówka na sportowo - maj
- Gminny Dzień Dziecka – 1 czerwca
- Zwyk Bacowski - czerwiec (impreza pasterska)
- Turniej Piłki Kamieńcowej o Puchar Wójta Gminy Ujsoły - lipiec
- Koncertowe Lato w Ujsołach - lipiec
- "Wawrzyńcowe Hudy" – sierpień (impreza folklorystyczna w ramach Tygodnia Kultury Beskidzkiej)
- Turystyczny Przegląd Piosenki Studenckiej - sierpień
- Gminne Dożynki - wrzesień
- Sylwester "Pod Gwiazdami" - 31 grudnia

## Legenda
Najbardziej znanym zbójnikiem był Marcin Portasz i to być może właśnie on wraz z kamratami nocował w piwnicach na Muńcole. Dziś zabłąkany turysta może trafić na zbójnickie skarby w tych piwnicach schowane, które tylko w dzień Bożego Ciała stają otworem. A może znajdzie skarby na Zbójnickich Dolinach pod Halą Bieguńską, gdzie niegdyś była chata samego hetmana zbójnickiego Sebastiana Burego?

## Miejscowości wchodzące w skład gminy
- Glinka
- Soblówka, przysiółki wsi: Cicha, Kiełbasówka, Królowa, Młado Hora, Petkówka, Smereków Wielki, Słonkówka, Szczytkówka, Śliwkówka
- Ujsoły, przysiółki wsi: Danielka, Kręcichłosty, Stawiska
- Złatna, przysiółki wsi: Herdula, Jakubków, Kotrysia Polana, Lora, Okrągłe, Zagroń, Zapolanka

## Sąsiednie gminy
Jeleśnia, Milówka, Rajcza, Węgierska Górka. Gmina sąsiaduje ze Słowacją.